# Stichts Loenen
Stichts Loenen (ook wel: Stichts Loenen en Nieuwersluis) was een gemeente in de provincie Utrecht. De gemeente is tijdens de gemeentelijke herindeling op 1 januari 1820 samengevoegd met Loenen-Kronenburg. Daarmee vormde het tot 2011 de fusiegemeente Loenen.

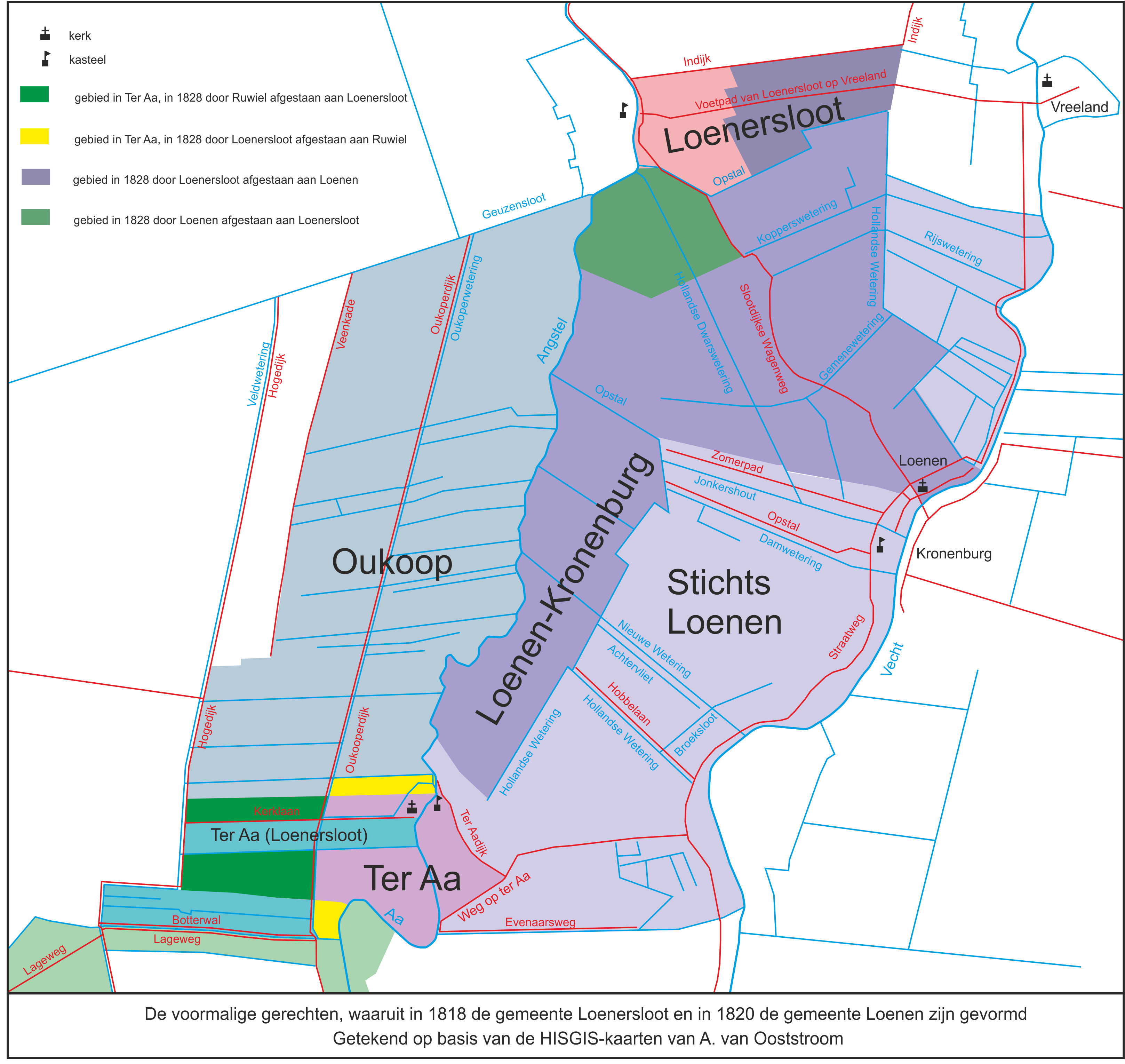

## Geschiedenis
Stichts Loenen ontstond al in 1297 als gerecht door een overeenkomst tussen de bisschop van Utrecht en graaf Jan van Holland, om de landen rondom Loenen te verdelen. Op hetzelfde moment ontstond ook Loenen-Kronenburg; dit gerecht lag in Holland.
Op 1 januari 1812 werden beiden gerechten en de gerechten Loenersloot-Oukoop-Ter Aa, Breukelerwaard en Mijnden samengevoegd tot de gemeente Loenen. Geheel de Franse overheersing bleef de gemeente Loenen bestaan. Op 1 mei 1817 werd de gemeente Loenen opgedeeld, waarbij de gemeente Stichts Loenen werd. Deze gemeente bestond uit de voormalige gerechten Stichts Loenen, Loenersloot-Oukoop-Ter Aa en Breukelerwaard. Op 1 januari 1818 werd Loenersloot zelfstandig en werd Breukelerwaard bij de nieuwe gemeente Ruwiel gevoegd, zodat de gemeente alleen nog naar bestond uit het voormalige gerecht.
Nadat de gemeente Loenen-Kronenburg op 1 oktober 1819 van de provincie Holland naar de provincie Utrecht was overgegaan, werden op 1 januari 1820 Stichts Loenen en Loenen-Kronenburg definitief samengevoegd. Het vormde de fusiegemeente Loenen. Het is niet helemaal zeker of de gemeente echt op de jaarwisseling van 1819 op 1820 is gefuseerd, wel zou Stichts Loenen rond deze datum opgegaan zijn in Loenen.